# همه ما دزد هستیم (فیلم ۱۹۹۵)
همه ما دزد هستیم (به هندی: Ham Sab Chor Hain) فیلمی محصول سال ۱۹۹۵ و به کارگردانی آمبریش سانگال است. در این فیلم بازیگرانی همچون درمندرا، جیتندرا، کمال سادانا، ریتو شیوپوری، پانت ایثار، تیکو تالسانیا، ریما لاگو، اوپسانا سینگ ایفای نقش کرده‌اند.